# Виставка CEE

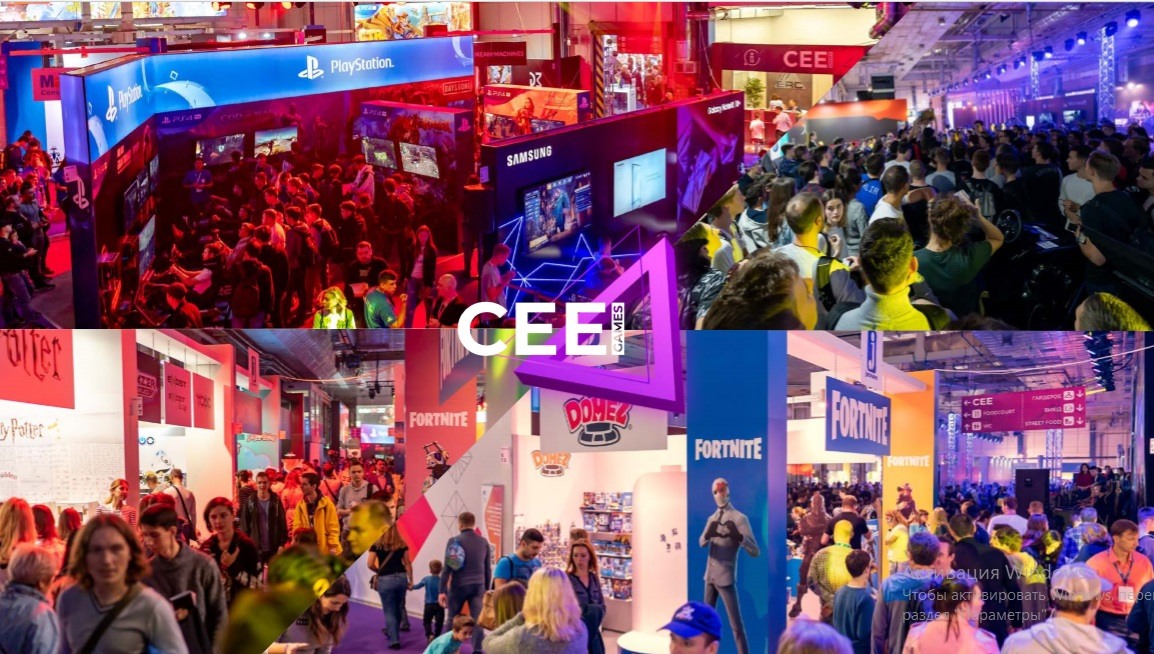
Виставка CEE та CEE Games, колаж фото 2019 року

CEE Expo (англ. Consumer Electronics Entertainment Exposition) — найбільша в Україні щорічна виставка електроніки, електротехніки, іграшок, електротранспорту, яка проходить у Києві із 2006 року.

## Організатор
Виставку влаштовує дистриб'юторська компанія ERC, однак виставка відкрита для всіх учасників незалежно від відношення до портфелю дистрибуції ERC.

## Історія виставки

### 2019
В 2019 виставка тривала двічі: весною та восени. Весною виставка була поділена на дві фази: 5-7 (5-го бізнес день) та 12-14 квітня та мала назву CEE2019 Spring. А восени, виставка була проведна з 27 по 29 вересня (27-го бізнес день) та об'єднала два заходи — CEE 2019 та CEE GAMES 2019.

#### CEE та CEE GAMES 2019

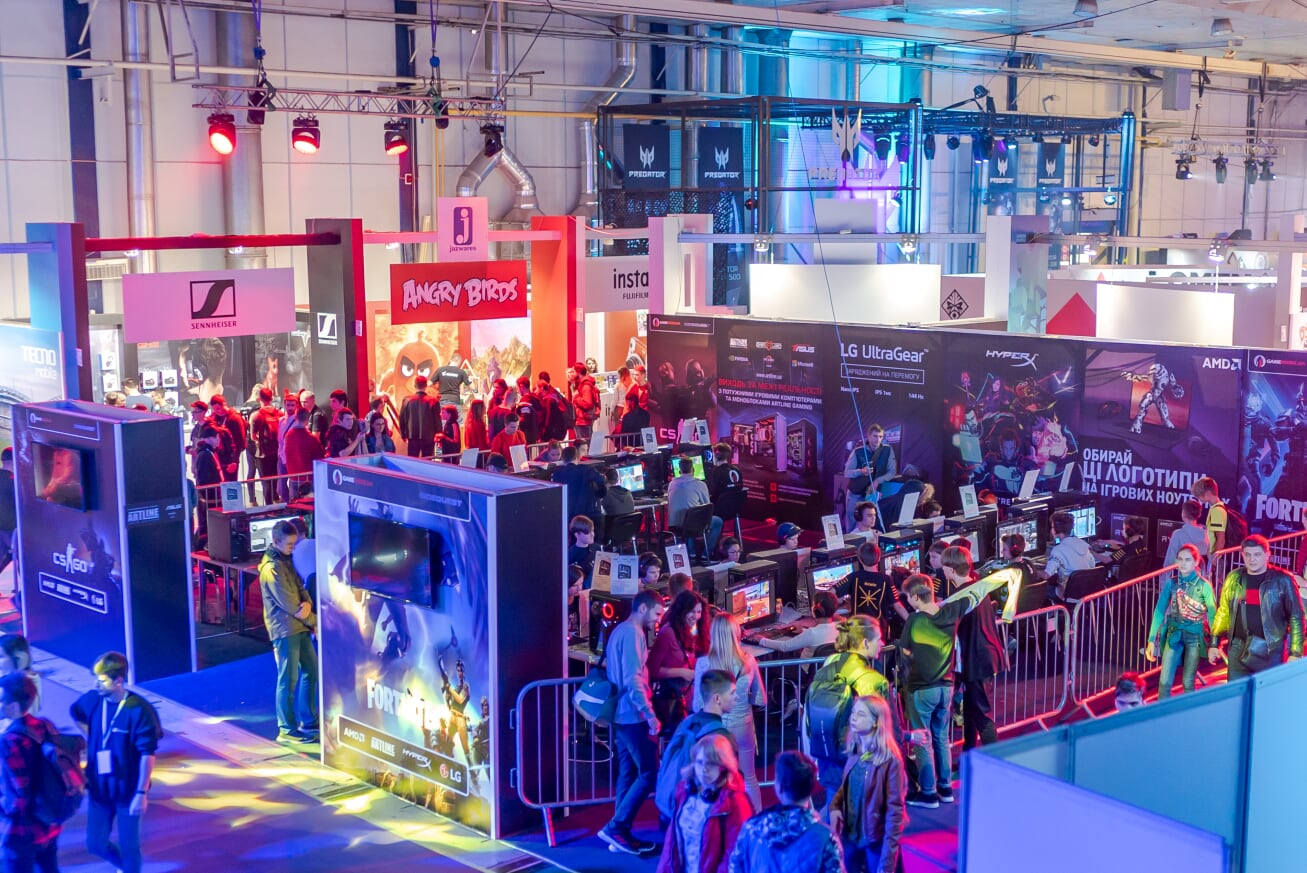
Виставки CEE та CEE GAMES 2019

Загальна площа заходів склала понад 8 000 м², об'єднавши понад 100 виставкових стендів, де було презентовано близько 300 000 різноманітних товарів — від рішень для системної інтеграції до комплексів для «розумного будинку» та smart-іграшок. Число відвідувачів перевищило понад 32 775 відвідувачів за три дні.
На стендах CEE 2019 відбулися демонстрації та тестування продуктів і рішень у галузях: системна інтеграція для бізнесу, споживча електроніка, електротехніка для дому, а також електротранспорт.
На стендах і сценах виставки відбулося понад 70 конкурсів, зокрема конкурси від Jazwares, TCL Corporation, Panasonic Corporation, PlayStation, UAG, Ardesto, 2E.
На головній сцені відбулося понад 10 презентацій, зокрема: Acer, Predator, Blackview, Smart Koala.
CEE Games 2019 було повністю присвячено геймінгу: топові ноутбуки та ПК, консолі, ігрові спеціалізовані монітори, акустичні системи, периферія, новітні кокпіти, ігрові турніри, косплей, мерчандайзинг, анонс нових ігор та їх тестування тощо.
В рамках CEE GAMES 2019 на трьох сценах відбулися:
- відбірковий тур всесвітнього чемпіонату в формі чемпіонату України з робототехніки MakeX Starter Ukraine;
- ігрові турніри GAME CUP CEE з CS: GO та Dota 2;
- турнір із косплею CEE COSPLAY;
- дитячий національний турнір блейдерів Infinity Nado.

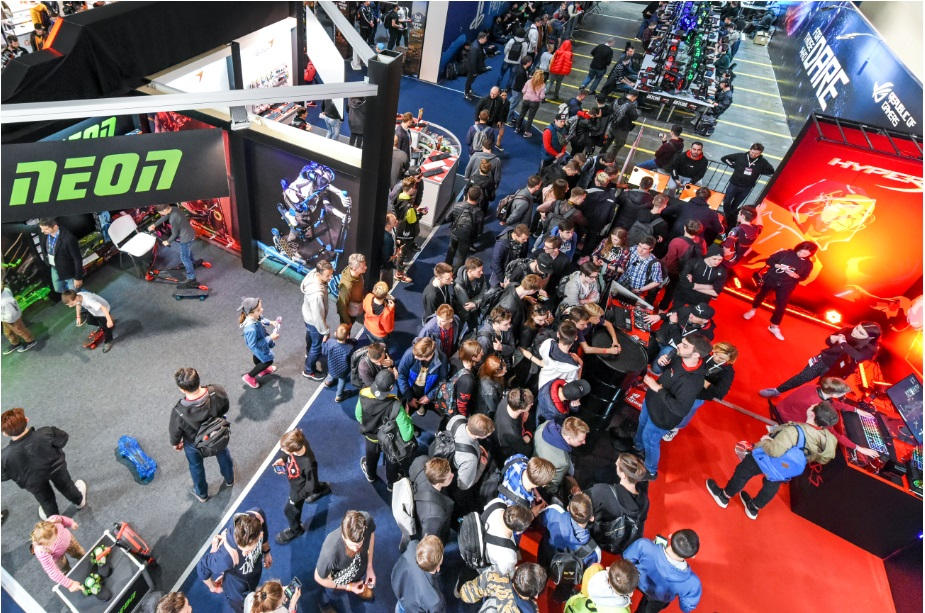
Виставка CEE 2019 Spring

#### CEE Spring 2019
CEE 2019 Spring відбулася з 5 по 14 квітня, у два етапи, на території заводу Tetra Pak Україна в місті Києві. Загальна площа приміщення понад 17 000 м2. За дві фази було розміщено понад 200 виставкових стендів на яких було представлено понад 300 000 окремих товарних позицій. Кількість відвідувачів за весь період виставки перевищила 50 000.
Компанії-учасники виставки та лідери світового ринку на першій фазі продемонстрували такі пропозиції:
- Споживча електроніка — смартфони, ноутбуки та планшети;
- Техніка для дому та побутова техніка — товари та аксесуари для дому, побутова техніка усіх категорій, телевізори, а також аудіотехніка;
- Ігрова територія — устаткування та ігри, технології VR/AR, ігрові ПК, монітори, комплектуючі, гарнітури, периферія-єз, ігрові крісла, колекційні фігурки з ігрових всесвітів
- Дитячий світ — іграшки і товари для дітей/підлітків від європейських та американських брендів
- Територія системної інтеграції — загальна територія консолідованих та брендових рішень від понад 50 виробників мережевого та серверного обладнання
- Автомобілі та електротранспорт — моделі авто та електрокарів із можливістю тест-драйву

Серед експонентів такі компанії, як: LG, SONY, TCL, Acer, Haier, PlayStation, Asus, 2E, Lenovo, Hitachi, Electrolux, Segway, HP, Ardesto, HTC Vive та багато інших.
В рамках виставки для відвідувачів відбулися презентації та виступи від компаній: LG, SONY, TCL, ASUS, Haier.
Друга фаза виставки була більше ігрового формату. На стендах Wargaming, Asus, Razer, Cougar, HyperX та інших проходили різноманітні турніри та конкурси. Зокрема, був визначений чемпіон України з World of Tanks.

### 2017

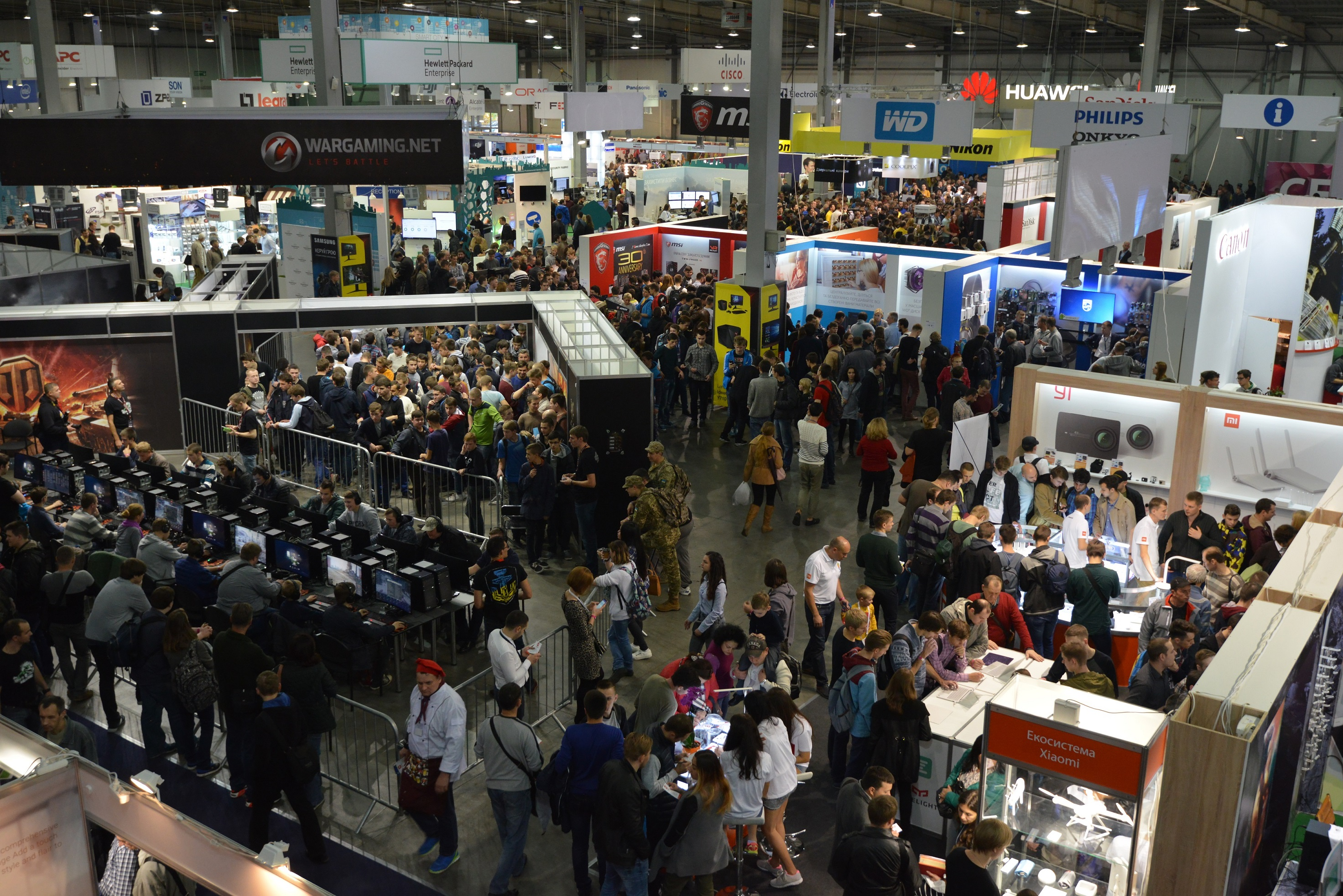
Виставка CEE 2017

У 2017 році виставка CEE 2017 проходила 6-8 жовтня (6-го B2B день) у Києві. Цього року на виставці були присутні більше 150 учасників зі своєю продукцією, тому стенди і демозони довелося розміщувати в двох павільйонах. Загальна площа приміщення становила понад 17 000 м2, що змогла розмістити понад 200 виставкових стендів, на яких було розміщено понад 50 000 окремих товарних позицій. Відвідувачі виставки, а їх було понад 70 000 чоловік, могли ознайомиться з новими пристроями на стендах різних компаній, поспілкуватися з їх представниками і взяти участь в розіграшах.
Отож, на стендах були представлені: комп'ютерні комплектуючі, ноутбуки, смартфони, електронні книги, гіроскутери, роботи, дрони, системи безпеки, побутова техніка, автомобілі — це лише мала частина того, з чим могли ознайомитися і помацати відвідувачі заходу.

### 2016

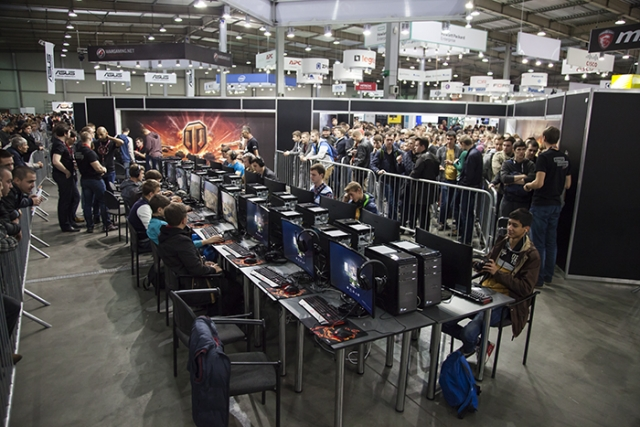
Виставка CEE 2016, зона геймінгу

7-9 жовтня (7 жовтня — бізнес день), компанія ERC, вкотре, провела найбільшу в Україні виставку електроніки та IT– CEE 2016. Захід відбувся у ВЦ КиївЕкспоПлаза, де свої новинки продемонстрували понад 100 компаній-лідерів індустрії комп'ютерної та ігрової, мобільної і побутової техніки. Взагалі, виставку відвідало 3 619 ключових представників від > 500 компаній, з усіх областей України і 487 педставників вендорів з 15 країн.
На виставкових стендах демонструвались найновіші продукти та рішення: смартфони, планшети, браслети-годинники, гіроскутери та гіроколеса, електроровери та електросамокати, ультрабуки, рідери, фото- і відеокамери, БФП, принтери, телевізори та велика і мала побутова техніка, електромобілі, 3D принтери, електроенергетика і продукція LED, рішення для бізнес- та інших установ та багато чого іншого.
Окремою експозицією на виставці стали розумні технології та рішення для сучасного міста, а також продукти з використання енергії сонця та інше обладнання альтернативної енергетики.
На стендах компаній майже 50 000 гостей змогли не лише побачити новинки, але й поспілкуватися з експертами брендів. Також відвідувачі мали змогу протестувати власноруч всю щойно презентовану електроніку та техніку.

### 2015

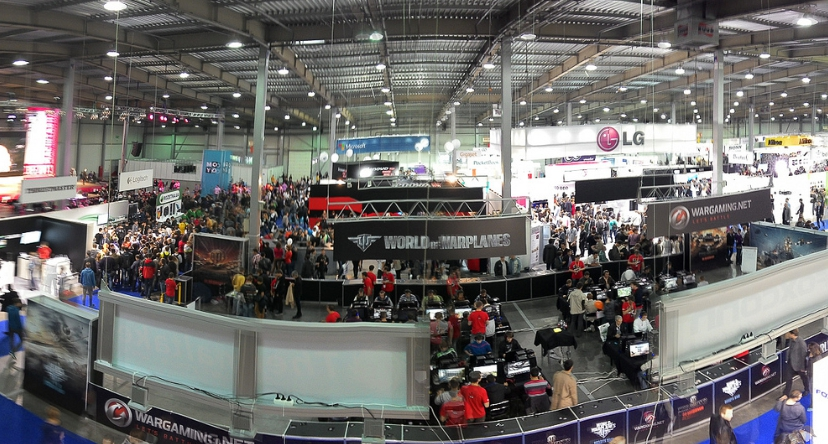
Wargaming на виставці CEE 2015

Виставка споживчої електроніки — CEE 2015 проходила 9-11 жовтня (9 жовтня — тільки для представників бізнесу) в Києві у виставковому центрі «КиївЕкспоПлаза». Її учасниками стали понад 100 лідерів світової індустрії мобільного, комп'ютерної, ігрової, побутової техніки, включаючи Acer, AMD, Canon, Cisco, Dell, D-Link, Electolux, Fujitsu, Fujifilm, Garmin, HP, HTC, IBM, LG, Logitech, Microsoft, Nikon, Panasonic, Philips, Samsung, Sony, Whirlpool, Xerox і багато інших.
9 жовтня (B2B день), у виставці взяли участь 3 560 делегатів, 89 спікерів і вендори з 15 країн.
На стендах компаній гості виставки (більше 41 200 відвідувачів за 2 дні) змогли ознайомитися з можливостями нових товарів і рішень: смартфонів, планшетів, браслетів-годин, ультрабуків, рідерів, фото- і відеокамер, МФУ, принтерів, телевізорів і побутової техніки, електромобілів, 3D принтерів.

### 2013
14-15 вересня 2013 року виставка електроніки і побутової техніки CEE 2013 вперше відбулася у відкритому форматі. Виставка була розміщена на території майже у 12 000 м2, було розміщено більше 130-ти стендів лідерів світової індустрії, проводилися майстер-класи та презентації. Учасниками виставки стали понад 100 виробників мобільної, комп'ютерної та побутової техніки, включаючи Microsoft, Apple, Samsung, LG, Dell, HP, Lenovo, Acer, Sony, Panasonic, HTC, Canon, Xerox і ін. Були показані новинки, представлені світовими брендами в Берліні на IFA 2013.
Форум партнерів відбувся 13 вересня (або бізнес день — B2B), в якому взяли участь 3740 делегатів, 48 спікерів та вендори з 15 країн.
Виставку відвідало понад 35 000 людей. На виставці можна було вибрати і замовити техніку з доставкою додому та отримати спеціальну ціну

### 2006—2012
Виставки мали закритий формат і проходили з нахилом на бізнес формат.